# Abraham Lobos
Abraham Lobos war ein uruguayischer Fußballspieler.

## Karriere

### Verein
Lobos spielte auf Vereinsebene mindestens 1926 für Centro Atlético Lito. Auch gehörte er den Mannschaften des Colón FC und von Sud América an.

### Nationalmannschaft
Lobos war Mitglied der A-Nationalmannschaft Uruguays. Er gehörte dem Kader der Celeste bei der Südamerikameisterschaft 1926 in Chile an, bei der Uruguay den Titel gewann. Im Verlaufe des Turniers bestritt er jedoch kein Spiel. Am 15. Mai 1932 und am 5. Februar 1933 wirkte er in Länderspielen gegen Argentiniens Auswahl mit. Zudem kam er im Rahmen der Copa Rio Branco 1932 gegen Brasilien zum Einsatz.

### Erfolge
- Südamerikameister: 1926